# Даунивилл (Калифорния)
Даунивилл (англ. Downieville) — статистически обособленная местность в штате Калифорния, США. Она является административным центром округа Сьерра. В 2010 году в местности проживали 282 человека.

## Географическое положение
По данным Бюро переписи населения США местность имеет площадь 8,3 квадратных километров.

## История
Посёлок Даунивилл был основан в 1849 году во время Калифорнийской золотой лихорадки. Первое время он назывался «Форкс» из-за расположения на слиянии рек Дауни и Норт-Форк в реку Юбу. Он был переименован в честь основателя города майора Уильяма Дауни. К 1850 году в населённом пункте было 15 отелей, 4 булочные, 4 мясника. В 1851 году в Даунивилле было около 5000 жителей. Посёлок стал широко известен в то время как единственное место в Калифорнии, где казнили (повесили) женщину. В 1852 году было образован округ Сьерра, и Даунивилл стал его административным центром. В 1890-х он был инкорпорирован как город, однако скоро потерял свой статус. К XXI веку большая часть округа Сьерра принадлежит государству, на этих территориях находится три национальных леса и заказник.

## Население
| Год переписи | Нас. |  | %±     |
| ------------ | ---- |  | ------ |
| 2010         | 282  |  | —      |
| 2017         | 90   |  | −68,1% |

По данным переписи 2010 года население Даунивилла составляло 282 человека (из них 51,1 % мужчин и 48,9 % женщин), в местности было 147 домашних хозяйств и 76 семей. Расовый состав: белые — 95,4 %, коренные американцы — 1,4 %, азиаты — 0,7 % и представители двух и более рас — 2,5 %. 4,3 % населения города — латиноамериканцы (3,4 % мексиканцев).
Из 147 домашних хозяйств 51,7 % представляли собой семьи: 40,1 % совместно проживающих супружеских пар (10,2 % с детьми младше 18 лет); 8,8 % — женщины, проживающие без мужей и 2,7 % — мужчины, проживающие без жён. 48,3 % не имели семьи. В среднем домашнее хозяйство ведут 1,92 человека, а средний размер семьи — 2,59 человека. В одиночестве проживали 41,5 % населения, 21,7 % составляли одинокие пожилые люди (старше 65 лет).
Население местности по возрастному диапазону по данным переписи 2010 года распределилось следующим образом: 14,2 % — жители младше 18 лет, 2,1 % — между 18 и 21 годами, 56,7 % — от 21 до 65 лет и 27,0 % — в возрасте 65 лет и старше. Средний возраст населения — 56,5 лет. На каждые 100 женщин в Даунивилле приходилось 104,3 мужчин, при этом на 100 совершеннолетних женщин приходилось уже 106,8 мужчины сопоставимого возраста.
В 2017 году из 78 человек старше 16 лет имели работу 32. В 2017 году медианный доход на домашнее хозяйство — в 20 139 $. Доход на душу населения — 23 990 $ в год.